# (10042) Budstewart
(10042) Budstewart és un asteroide que forma part del cinturó d'asteroides i va ser descobert el 14 d'agost de 1985 per Edward L. G. Bowell des de l'Estació Anderson Mesa, a Flagstaff, als Estats Units.
Inicialment es va designar com a 1985 PL. Posteriorment, el 2001, va ser anomenat en honor de l'astrònom nord-americà Bud Stewart (1903-1979).
Budstewart orbita a una distància mitjana del Sol de 2,573 ua, podent acostar-s'hi fins a 1,995 ua i allunyar-se'n fins a 3,151 ua. Té una inclinació orbital de 12,76 graus i una excentricitat de 0,2245. Empra 1508 dies a completar una òrbita al voltant del Sol. El moviment de Budstewart sobre el fons estel·lar és de 0,2388 graus per dia. La magnitud absoluta de Budstewart és 13 i el període de rotació de 3,695 hores.